# Metal: A Headbanger's Journey
Metal: A Headbanger's Journey es un documental del año 2005. Fue dirigido por Sam Dunn, un antropólogo canadiense graduado de la Universidad de Nueva York (además de poseer varios post títulos), quien ha sido un fanático del heavy metal desde muy temprana edad. En el documental viaja alrededor del mundo, para revelar las opiniones y mitos acerca del heavy metal, incluyendo sus orígenes, la controversia que lo rodea, y la razón de por qué lo amado tanta gente, así como también para explorar su cultura. La película hizo su debut en el Festival Internacional de Cine de Toronto de 2005 y fue lanzada como edición especial en doble DVD en Estados Unidos el 19 de septiembre de 2006.

## Contenido
El documental comienza con una discusión de sobre cuál es realmente la primera banda de metal. Luego procede a discutir los rasgos y a los autores de algunos de muchos subgéneros del metal, incluyendo el black metal, thrash metal, el glam metal, etc.
Dunn utiliza un árbol de géneros (organigrama) para documentar e ir explorando los diversos subgéneros del metal a través del filme. Uno de los segmentos más importantes es el viaje que realiza al festival Wacken Open Air. Las entrevistas más destacables incluyen a leyendas como Ronnie James Dio, Bruce Dickinson, Geddy Lee, Alice Cooper, Lemmy Kilmister, Tony Iommi y otras como a Dee Snider, que analiza el ataque del PMRC contra el heavy metal. Además, hay otras entrevistas bastante polémicas a bandas de black metal noruego que terminan por dejar en claro como la esencia original del metal puede llegar a distorsionarse por factores ajenos a la música y propias del fanatismo e incluso desórdenes mentales puntuales.

## Entrevistas
La información profunda de la película viene con entrevistas a algunos de los músicos más populares del metal. Las entrevistas fueron realizadas a:
| Artista                       | Banda                                        | Lugar de nacimiento         |
| ----------------------------- | -------------------------------------------- | --------------------------- |
| Angela Gossow                 | Arch Enemy                                   | Colonia, Alemania           |
| Tom Morello                   | Audioslave, Rage Against the Machine         | Nueva York, Estados Unidos  |
| Ronnie James Dio              | Rainbow, Black Sabbath, Dio, Heaven and Hell | Portsmouth, Estados Unidos  |
| Tony Iommi                    | Black Sabbath, Heaven and Hell               | Aston, Inglaterra           |
| Alice Cooper                  | Alice Cooper                                 | Detroit, Estados Unidos     |
| George "Corpsegrinder" Fisher | Cannibal Corpse, Paths of Possession         | Buffalo, Estados Unidos     |
| Alex Webster                  | Cannibal Corpse                              | Buffalo, Estados Unidos     |
| Ihsahn                        | Emperor                                      | Notodden, Noruega           |
| Samoth                        | Emperor                                      | Notodden, Noruega           |
| Kim McAuliffe                 | Girlschool                                   | Londres, Inglaterra         |
| Gaahl                         | Gorgoroth, God Seed, Trelldom, Wardruna      | Espedal, Noruega            |
| Jørn Tunsberg                 | Hades Almighty                               | Noruega                     |
| Bruce Dickinson               | Iron Maiden, Bruce Dickinson, Samson         | Worksop, Inglaterra         |
| Mercedes Lander               | Kittie                                       | Edmonton, Alberta           |
| Morgan Lander                 | Kittie                                       | Edmonton, Alberta           |
| Munky                         | Korn                                         | Rosedale, Estados Unidos    |
| Randy Blythe                  | Lamb of God                                  | Virginia                    |
| Mark Morton                   | Lamb of God                                  | Virginia                    |
| Blasphemer                    | Mayhem                                       | Noruega                     |
| Necrobutcher                  | Mayhem                                       | Noruega                     |
| Vince Neil                    | Mötley Crüe                                  | Los Ángeles, Estados Unidos |
| Lemmy Kilmister               | Motörhead                                    | Stoke-on-Trent, Inglaterra  |
| Geddy Lee                     | Rush                                         | Toronto, Ontario            |
| Tom Araya                     | Slayer                                       | Viña del Mar, Chile         |
| Kerry King                    | Slayer                                       | Los Ángeles, California     |
| Joey Jordison                 | Slipknot, Murderdolls                        | Des Moines, Iowa            |
| Corey Taylor                  | Slipknot, Stone Sour                         | Des Moines, Estados Unidos  |
| John Kay                      | Steppenwolf                                  | Tilsit, Alemania            |
| Dee Snider                    | Twisted Sister                               | Massapequa, Estados Unidos  |
| Michel Langevin               | Voivod                                       | Jonquière, Quebec           |
| Denis D'Amour                 | Voivod                                       | Jonquière, Quebec           |
| Doro Pesch                    | Warlock, Doro                                | Düsseldorf, Alemania        |
| Rob Zombie                    | White Zombie                                 | Haverhill, Estados Unidos   |

## Lista de canciones
- Accept - Balls to the Wall
- Arch Enemy - Silent Wars
- Black Sabbath - Paranoid y Heaven and Hell
- Blue Cheer - Summertime Blues
- Burn To Black - Winter Rancid Skies, Into Shadow, Microcosmic, y Hellspell
- Cannibal Corpse - Decency Defied
- Children of Bodom - Needled 24/7
- David MacDonaldson - Partita In C Minor - Chorale
- Diamond Head - Am I Evil?
- Dio - Heaven and Hell
- Emperor - Inno A Satana (en vivo)
- Enslaved - Havenless
- Girlschool - C'Mon Let's Go
- Iron Maiden - Run To The Hills y The Number of the Beast
- Lamb of God - Laid to Rest
- Megadeth - Symphony of Destruction
- Metallica - Master of Puppets
- Mötley Crüe - Girls, Girls, Girls
- Motörhead - Ace of Spades y Killed by Death
- Rage Against the Machine - Killing in the Name
- Richard Wagner - Faust Overture
- Rush - Working Man
- Sepultura - Arise
- Slayer - Disciple
- Slipknot - (sic)
- Tim Renwick y Andy Caine - Ain't Got A Pot To...
- Twisted Sister - We're Not Gonna Take It
- Van Halen - Eruption
- Venom - Bloodlust

## Árbol de géneros
La película documenta varios subgéneros del metal. Del mismo modo, procura enumerar los ejemplos típicos de las bandas que caen en cada categoría.
"Heavy Metal Original (1966 - 1971):'
- Cream.
- Jimi Hendrix.
- Blue Cheer.
- Deep Purple.
- Led Zeppelin.
- MC5.
- Mountain.
- The Stooges.
- Black Sabbath.

Hard rock original (1974 - 1979):
- Thin Lizzy.
- Blue Öyster Cult.
- Aerosmith.
- Ted Nugent.

Shock rock (1968 - 1983):
- Arthur Brown.
- Alice Cooper.
- New York Dolls.
- Kiss.
- Ozzy Osbourne.
- W.A.S.P..

Punk (1976 - 1979):
- The Ramones.
- The Damned.
- The Sex Pistols.
- The Clash.
- The Dead Boys.

Power metal (1976 - Presente):
- Scorpions.
- Judas Priest.
- Rainbow.
- Accept.
- Manowar.
- Dio.
- Yngwie J. Malmsteen.
- Helloween.
- Blind Guardian.
- Hammerfall.
- Primal Fear.

New Wave of British Heavy Metal (1979 - 1983):
- Motörhead.
- Saxon.
- Iron Maiden.
- Angel Witch.
- Girlschool.
- Tygers of Pan Tang.
- Diamond Head.

Progressive metal (1970 - Presente):
- Uriah Heep.
- Rush.
- Queensrÿche.
- Savatage.
- Fates Warning.
- Voivod.
- Dream Theater.
- Meshuggah.
- Symphony X.
- Evergrey.

Glam metal (1973 - 1990):
- Slade.
- Sweet.
- Hanoi Rocks.
- Mötley Crüe.
- Twisted Sister.
- Poison.
- Cinderella.
- Skid Row.

Pop metal (1978 - Presente):
- Quiet Riot.
- Van Halen.
- Whitesnake.
- Def Leppard.
- Europe.
- Dokken.
- Lita Ford.
- Ratt.
- Guns n' Roses.
- Winger.
- Warrant.
- Doro.
- The Darkness.

Stoner metal (1982 - Presente):
- Witchfinder General.
- Trouble.
- Candlemass.
- Kyuss.
- Today is the Day.
- Cathedral.

Original hardcore (1980 - 1986):
- Agnostic Front.
- D.O.A..
- Exploited.
- Black Flag.
- Bad Brains.
- The Misfits.
- GBH.
- Dead Kennedys.
- Minor Threat.

Thrash metal (1983 - Presente):
- Metallica.
- Slayer.
- Anthrax.
- Megadeth.
- Sodom.
- Exodus.
- Overkill.
- Kreator.
- Destruction.
- Testament.
- Sepultura.
- Nuclear Assault.
- Death Angel.
- Pantera.
- Children of Bodom.

Inicios del Black metal (1981 - 1986):
- Venom.
- Mercyful Fate.
- Bathory.
- Celtic Frost.

Black metal noruego (1990 - Presente):
- Mayhem.
- Gorgoroth.
- Darkthrone.
- Emperor.
- Satyricon.
- Enslaved.
- Burzum.

Grindcore (1987 - Presente):
- Napalm Death.
- Repulsión.
- Brutal Truth.
- Cephalic Carnage.

Death metal (1985 - Presente):
- Possessed.
- Death.
- Morbid Angel.
- Obituary.
- Deicide.
- Cannibal Corpse.
- Immolation.
- Autopsy.
- Nile.
- Carcass.

Death metal sueco (1990 - Presente):
- Grave.
- Entombed.
- At the Gates.
- Dismember.
- Arch Enemy.
- Soilwork.
- In Flames
- Dark Tranquillity.
- The Haunted.

Metalcore (1985 - Presente):
- Corrosion of Conformity.
- Suicidal Tendencies.
- Dirty Rotten Imbeciles.
- Machine Head.
- Stormtroopers of Death.
- Hatebreed.
- The Dillinger Escape Plan.

Grunge (1988 - 1993):
- Green River.
- The Melvins.
- Soundgarden.
- Mudhoney.
- Nirvana.
- Alice in Chains.
- Mother Love Bone.
- Pearl Jam.
- Stone Temple Pilots.

Goth metal (Doom metal en el DVD) (1990 - Presente):
- Paradise Lost.
- Tiamat.
- Therion.
- Type O Negative.
- My Dying Bride.
- Anathema.
- Theatre Of Tragedy.
- Opeth.

Industrial metal (1988 - Presente):
- Ministry.
- White Zombie.
- Godflesh.
- Nine Inch Nails.
- Fear Factory.
- Marilyn Manson.
- Static-X.

Hard alternative (1989 - Presente):
- Faith No More.
- Jane's Addiction.
- Prong.
- Living Colour.
- The Smashing Pumpkins.
- Tool.
- Rage Against the Machine.

Nu-metal (1994 - Presente):
- Biohazard.
- KoЯn.
- Slipknot.
- Limp Bizkit.
- Godsmack.
- Coal Chamber.
- Disturbed.
- Kittie.
- System of a Down.

New Wave of American Metal (2000 - Presente):
- Shadows Fall.
- Lamb of God.
- Darkest Hour.
- Chimaira.
- Killswitch Engage.
- Unearth.
- God Forbid.